# Biordo Michelotti
Biordo Michelotti, a volte riportato anche come Biondo de' Michelotti (Perugia, 1352 – Perugia, 10 marzo 1398), è stato un nobile e condottiero italiano, signore di Perugia e capitano generale della Repubblica di Firenze.

## Biografia
Primogenito di Michelotto Michelotti e di Baldina, sposò Giovanna Orsini con la quale risiedette nel palazzo di famiglia perugino a Porta Sole, ma da lei non ebbe prole. Capitano di ventura, allievo prediletto di Alberico da Barbiano, fu al servizio dei Visconti, al soldo dei quali, sotto la guida di Jacopo dal Verme, prese parte alla battaglia di Alessandria del 1391, poi della Repubblica di Firenze, per la quale ricoprì brevemente, dopo la morte di Giovanni Acuto, la carica di capitano generale. Nel 1392 molti feudi limitrofi al territorio perugino come Assisi, Deruta, Nocera, Orvieto e Todi, nel timore di perdere la loro indipendenza e di entrare nell'orbita del dominio dello Stato Pontificio, gli si assoggettarono in cambio della sua protezione militare.
Nel 1393 a Perugia vi furono alcuni tumulti e prevalse la fazione popolare dei Raspanti contro l'avversa parte dei Beccherini, di nobile estrazione. Questi ultimi vennero, quindi, esiliati e costretti a ritirarsi nei propri feudi di campagna. Una commissione di venticinque cittadini si pose al governo della città e questi chiesero al Michelotti, accolto con tutti gli onori in città, di presiederne il governo. In breve nacque una prima signoria ricordata per la sua brevità ma anche caratterizzata da un periodo di importanti riforme. Biordo, preoccupato di estendere i suoi possedimenti, confermo l'autorità dei priori e delle istituzioni comunali.
Il 24 gennaio 1398 si parlava ancora a Firenze di una situazione militare e politica non favorevole al Michelotti che, pur detenendo Assisi, Castel della Pieve, Gualdo Tadino, Nocera, Orvieto, Perugia, Spello, Todi e Trevi, incontrava difficoltà a presidiare i relativi contadi tra loro non contigui. Tornato a Perugia il 10 marzo, nella sua dimora di Porta Sole, fu ucciso da alcuni congiurati guidati dall'abate di San Pietro, Francesco Guidalotti, che, accolto amabilmente in casa, con un forte abbraccio offrì le spalle del Michelotti ai pugnali dei sicari introdotti come uomini del suo seguito.
La notizia della morte del signore di Perugia, gridata in piazza da Armanno di Golino per suscitare plauso, provocò solo sgomento tra la popolazione; Siginolfo, fratello dell'ucciso, e altri parenti massacrarono alcuni responsabili e i loro congiunti non ancora fuggiti, svuotando e incendiando le loro case. In breve la signoria, che aveva ampliato in pochi anni la sua influenza su gran parte dell'attuale regione Umbria, si sfaldò.
Suo fratello minore Ceccolino tentò di vendicarlo e, raccolti i suoi seguaci, ritornò a Perugia accompagnando l'ingresso del nuovo signore Gian Galeazzo Visconti nel 1400. Ebbe, tuttavia, la sfortuna di imbattersi nel temibile Braccio da Montone, esiliato da Biordo Michelotti, a cui aveva rifiutato i servigi, che lo uccise ponendo fine alla saga della famiglia e favorendo il ritorno al potere della nobile casata dei Baglioni.
Biordo Michelotti venne inumato nella cappella di famiglia nella chiesa di San Francesco al Prato di Perugia.
50 anni dopo la morte del Michelotti, il 27 marzo 1448, Roberto Caracciolo predicò contro la vanità dei nobili di ornare le tombe familiari con distinzioni varie e condannò la statua del Michelotti, «quale era a cavallo con una bachetta in mano, che stava nella capella sua de relievo», alla rimozione e alla dispersione in un «cimiterio» imprecisato. Frutto d'invenzione sono sia il ritratto del Michelotti, conservato nella Biblioteca Augusta, sia la scena del suo trionfo, dipinta nel 1874 sul sipario del Teatro Morlacchi di Perugia.